# Nannizzia otae
Nannizzia otae är en svampart som beskrevs av A. Haseg. & Usui 1975. Nannizzia otae ingår i släktet Nannizzia och familjen Arthrodermataceae.   Inga underarter finns listade i Catalogue of Life.